# Clementine Churchill
Lady Clementine Ogilvy Spencer-Churchill, nata Hozier (Mayfair, 1º aprile 1885 – Knightsbridge, 12 dicembre 1977), è stata una nobildonna britannica, moglie di Winston Churchill.

## Biografia
Sebbene fosse legalmente la figlia di Sir Henry Montague Hozier, e di sua moglie, Lady Blanche Oglivy, figlia di David Ogilvy, X conte di Airlie, la sua paternità è un argomento di molte discussioni, siccome Lady Blanche era ben nota per la sua infedeltà. Dopo che suo marito la scoprì con un amante nel 1891, riuscì a convincere il marito a ottenere il divorzio a causa delle sue proprie infedeltà, e successivamente la coppia si separò. 
Lady Blanche sosteneva che il padre biologico di Clementine fosse il capitano William George "Bay" Middleton. Tuttavia, il biografo di Clementine, Joan Hardwick, ipotizzò che tutti i figli di Lady Blanche fossero del marito di sua sorella, Algernon Bertram Freeman-Mitford, meglio conosciuto come il nonno delle famose sorelle Mitford. Qualunque sia la sua vera paternità, Clementine è registrata come figlia di Lady Blanche e Sir Henry.
Nell'estate del 1899, quando Clementine aveva quattordici anni, sua madre si trasferì con la famiglia a Dieppe, dove fecero la conoscenza di militari, scrittori e pittori, come Aubrey Beardsley e Walter Sickert, quest'ultimo divenne un grande amico di famiglia. Secondo la figlia Clementine, Mary, rimase profondamente colpita dal sig Sickert, e pensò che fosse l'uomo più bello e coinvolgente che avesse mai visto. La spensieratezza di quei giorni ben presto finì quando Kitty, la sorella maggiore, si ammalò di febbre tifoide. Sua madre decise che la cosa migliore fosse quella di trasferire Clementine e sua sorella Nellie in Scozia, in modo che potesse dedicarsi completamente a Kitty. Kitty morì il 5 marzo 1900.
Clementine fu educata prima in casa, poi brevemente alla scuola di Edimburgo gestito da Karl Fröbel, nipote del famoso pedagogista tedesco, Friedrich Fröbel, e da sua moglie Johanna e poi a Berkhamsted School for Girls (ora Berkhamsted School) e alla Sorbona. Fu due volte segretamente fidanzata con Sir Sidney Peel, che si era innamorato di lei quando aveva diciotto anni.

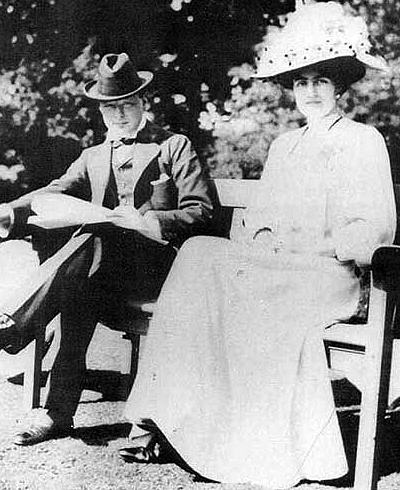
Winston Churchill e Clementine Hozier, nel 1908.

## Matrimonio
Il fidanzamento fra Clementine e Winston Churchill fu breve. Dopo averlo incontrato quattro anni prima, si rincontrarono durante una cena nel 1908. C'era un'attrazione immediata. Al loro primo breve incontro Winston aveva riconosciuto la bellezza e distinzione di Clementine; ora, dopo una serata trascorsa in sua compagnia, si rese conto che era una ragazza di un'intelligenza vivace e di grande carattere. Dopo mesi di corrispondenza, Winston scrisse alla madre di Clementine, Lady Blanche Hozier, chiedendole il consenso di sposarla.
La cerimonia venne celebrata il 12 settembre 1908 a St. Margaret, Westminster. La coppia ebbe cinque figli:
- Diana (1909-1963)
- Randolph (1911-1968)
- Sarah (1914-1982)
- Marigold (1918-1921)
- Mary (1922-2014)

Durante la prima guerra mondiale si occupò nell'organizzazione della distribuzione dei pasti per la Young Men's Christian Association (YMCA).
Nel 1930, Clementine compì un viaggio a bordo dello yacht di Lord Moyne, il Rosaura, visitando il Borneo, Celebes, le Molucche, la Nuova Caledonia e le Nuove Ebridi. Durante questo viaggio, molti credettero che lei avesse una relazione con Terence Philip, un ricco mercante d'arte di sette anni più giovane di lei. 
Durante la seconda guerra mondiale era presidente della Croce Rossa, presidentessa dei Young Women's Christian Association War Time Appeal e presidentessa del Fulmer Chase Maternity Hospital. Il Clementine Churchill Hospital di Harrow porta il suo nome.

## Morte

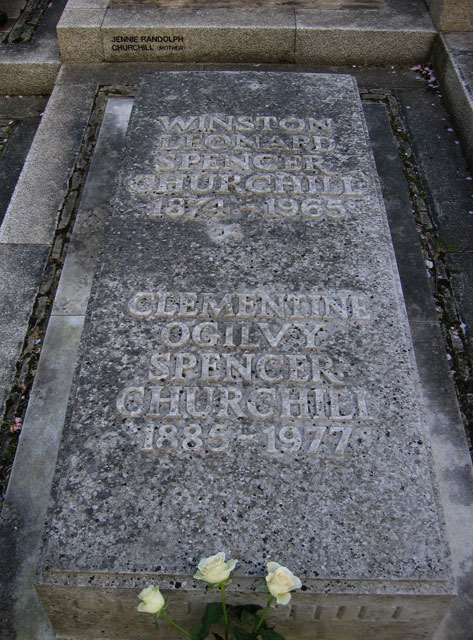
La tomba di Clementine ed il suo marito Winston Churchill a Bladon, Woodstock Oxfordshire.

Dopo più di 56 anni di matrimonio, Clementine rimase vedova il 24 gennaio 1965. Il 17 maggio 1965, venne nominata baronessa Spencer-Churchill.
Negli ultimi anni della sua vita, Lady Spencer-Churchill rilevò che l'inflazione e l'aumento delle spese resero difficile far fronte alle spese della vita. Nei primi mesi del 1977 vendette all'asta cinque dipinti del suo defunto marito. La vendita andò molto meglio del previsto, e la salvò dalle sue difficoltà finanziarie.
Morì al Princes Gate, Knightsbridge, a Londra, a causa di un attacco di cuore, il 12 dicembre 1977. Fu sepolta accanto al marito presso St Martin's Church.